# Georgi Nikolajewitsch Babakin

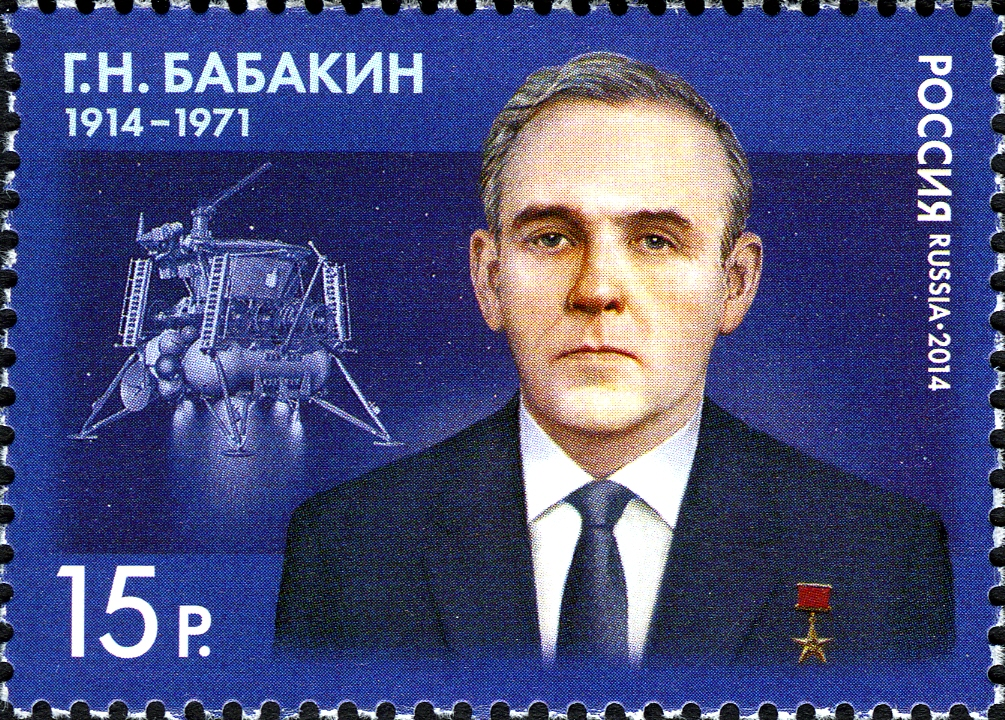
Georgi Nikolajewitsch Babakin

Georgi Nikolajewitsch Babakin (russisch Георгий Николаевич Бабакин; * 31. Oktoberjul. / 13. November 1914greg. in Moskau; † 3. August 1971 ebenda) war ein sowjetischer Raumfahrtingenieur. Von 1965 bis zu seinem Tod war er der Chefdesigner des Lawotschkin-Konstruktionsbüros (OKB-301) und war zum Beispiel für die Konstruktion der Marssonden Mars 2 und 3 verantwortlich. 1970 wurde er korrespondierendes Mitglied der Akademie der Wissenschaften der UdSSR. Er erhielt die Auszeichnung Held der sozialistischen Arbeit, den Leninorden und den Orden des Roten Banners der Arbeit.
Es herrscht der Glaube, dass sein mit dem Verlust der Sojus-11-Besatzung und der N1-Trägerrakete zeitlich zusammentreffender Tod einen starken demoralisierenden Effekt auf das sowjetische Raumfahrtprogramm ausübte.
Der Babakin-Krater auf dem Mond und der gleichnamige Krater auf dem Mars wurden zu seinen Ehren nach ihm benannt.